# Royal Mile

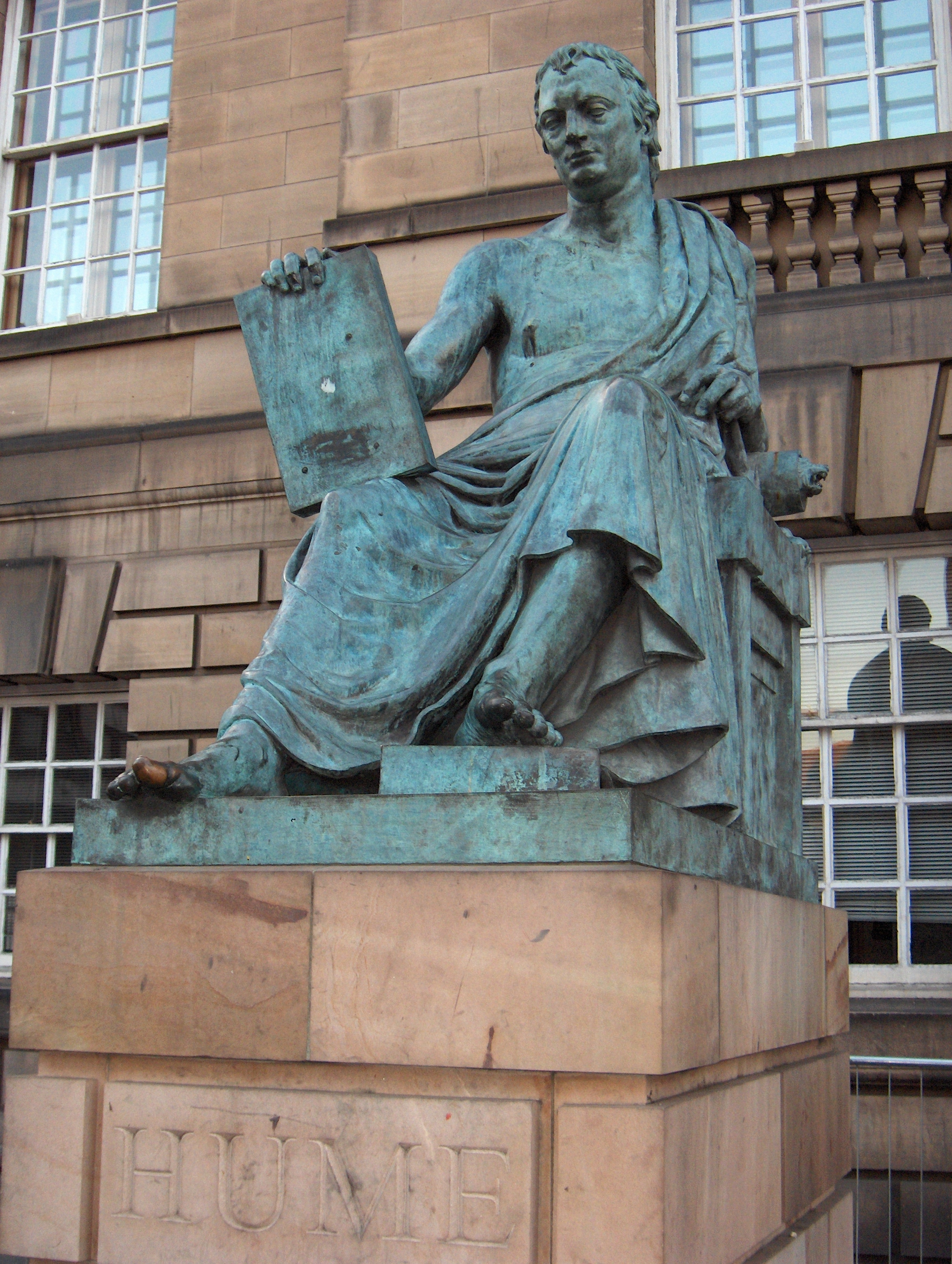
Estátua de David Hume na Royal Mile.

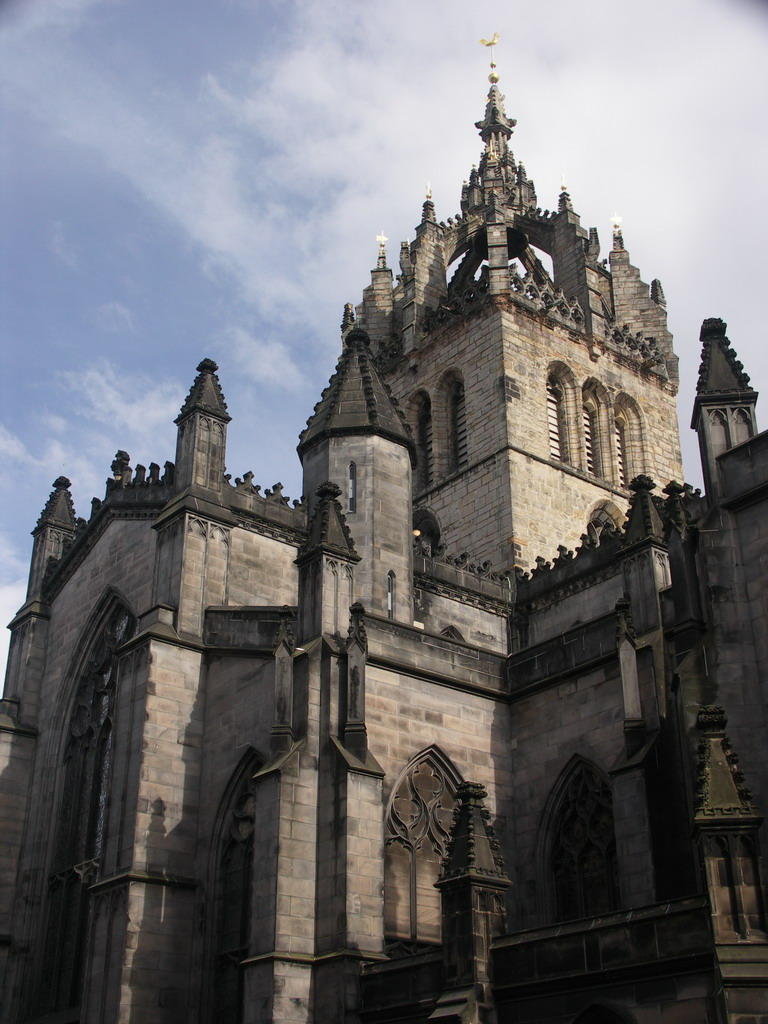
Catedral de Santo Egídio.

A Royal Mile (em português, literalmente, Milha Real) é o nome popular para a sucessão de ruas que formam a principal via do centro histórico de Edimburgo, na Escócia.
Como o nome sugere, a Royal Mile é de aproximadamente uma milha escocesa, e se estende entre os dois pontos históricos da cidade: a partir do Castelo de Edimburgo até a Abadia de Holyrood. É referido pela população local como "High Street", mas corretamente, este é o nome de apenas um trecho. As ruas que compõem a Royal Mile são: Castle Esplanade, Castlehill, Lawnmarket, High Street, Canongate and Abbey Strand. A Royal Mile é uma das vias turísticas mais movimentadas de Edimburgo, superada apenas pela Princes Street.

## A Royal Mile hoje
Hoje, a Royal Mile é uma mistura eclética de lojas turísticas, bares e atrações históricas. Também serve como o coração do Sistema Jurídico da Escócia, sendo a casa do Supremo Tribunal de Justiça e do Tribunal de Sessão.
Estátuas de escocêses de fama mundial como David Hume e Adam Smith fazem parte de quem percorre a via.
Outro marco da Royal Mile é o Heart of Midlothian.